# Anyphops kivuensis
Espèce
Anyphops kivuensis est une espèce d'araignées aranéomorphes de la famille des Selenopidae.

## Distribution
Cette espèce est endémique du Congo-Kinshasa.

## Étymologie
Son nom d'espèce, composé de kivu et du suffixe latin -ensis, « qui vit dans, qui habite », lui a été donné en référence au lieu de sa découverte, le Kivu.

## Publication originale
- Benoit, 1968 : Les Selenopidae africains au Nord du 17e parallèle Sud et reclassement des espèces africaines de la famille (Araneae). Revue de zoologie et de botanique africaines, vol. 77, p. 113-141.